# PeerGuardian
Peer Guardian è un particolare tipo di firewall software, open source, prodotto dalla Phoenix Labs. Il programma non si occupa, come gli altri firewalls, di difendere il PC dagli attacchi esterni e monitorare tutto il traffico di questo da e verso internet, ma si occupa di bloccare le connessioni di indirizzi IP ritenuti malevoli e/o nocivi per la privacy e la sicurezza dell'utente. Esso svolge il proprio lavoro basandosi su una serie di IP registrati in una o più black-list che si aggiornano automaticamente oppure manualmente e permettono di bloccare, a seconda del tipo, pubblicità, spyware, malware in generale e soprattutto agenzie governative e organizzazioni spia il cui operato è indirizzato all'identificazione degli utenti, per questo viene sempre più spesso utilizzato da chi fa uso di programmi P2P quali eMule e i vari client BitTorrent.
La seconda versione del programma, PeerGuardian2 è stata riscritta in modo da essere più leggera e funzionare a livello di kernel (da Windows 2000 in poi) bloccando così qualsiasi connessione con un IP presente nella blacklist, a prescindere da quale programma effettui la connessione.
Le liste fornite di default nel programma vengono curate dal "Bluetack Internet Security Solutions": organizzazione fondata da uno dei primi sviluppatori di PeerGuardian, è stata spesso criticata di bloccare anche indirizzi IP assolutamente inoffensivi e/o senza prove della loro pericolosità. Per esempio il programma non permette di utilizzare la modalità multiplayer di alcuni giochi on-line se non disattivandolo momentaneamente.
Un altro problema per cui è stato spesso criticato è il sistema di aggiornamento della lista che a volte non funziona poiché la lista viene fornita da indirizzi IP bloccati dalla blacklist relativa alle strutture educative; è dunque sconsigliato fare uso di quest'ultima.
Le liste nere nel formato di PeerGuardian sono utilizzabili anche dalla funzione di filtraggio ip integrata in eMule, anche se quest'ultima non influisce sul funzionamento degli altri programmi di scambio in esecuzione in quel momento sul computer.

## PeerBlock
Phoenix Labs ha abbandonato il progetto, che è però stato ripreso da altri sviluppatori risolvendo molti bug e rendendolo compatibile con Windows Vista e Windows 7. Il progetto è stato rinominato PeerBlock e la stessa Phoenix Labs consiglia agli utenti di PeerGuardian di migrare a PeerBlock.